# Asota orbonis
Asota orbonis là một loài bướm đêm trong họ Erebidae.